# Бю Фарстад, Один
Один Бю Фарстад (норв. Odin By Farstad; род.1 декабря 1997 года, Тронхейм) — норвежский конькобежец. Бронзовый призёр чемпионата мира, серебряный призёр чемпионата Европы, 8-кратный призёр чемпионата Норвегии. Выступал за команду "Sportsklubben Falken", в настоящее время за команду "Novus".

## Биография
Один Бю Фарстад родился в Тронхейме, где и начал кататься на коньках в возрасте 9-ти лет. Сам с раннего детства занимался лёгкой атлетикой, футболом и беговыми лыжами. В течение нескольких лет он участвовал в гонках на коньках и на беговых лыжах. С его отцом в качестве тренера и сестрой Ане Бю Фарстад в качестве партнера по тренировкам он ездил из Тронхейма, где преобладали открытая трасса и плохая погода в Бьюгн. Чуть позже он переехал в Хамар, а затем в Ставангер. 
После переезда в Ставангер Бю Фарстад в 2011 году стал третьим на чемпионате Норвегии среди молодёжи в мини-многоборье, а с 2012 по 2014 год трижды выиграл это соревнование. В 2015 году занял 3-е место в спринтерском многоборье на юниорском чемпионате Норвегии, дебютировал на Кубке мира среди юниоров, а через год дебютировал на чемпионате мира среди юниоров. В 2018 году Один выиграл чемпионат Норвегии среди юниоров в спринте и стал бронзовым призёром чемпионата Норвегии с том же спринте среди взрослых. 
В том же 2018 году участвовал на чемпионате Европы по шорт-треку в Дрездене и занял там предпоследнее 45-е место в общем зачёте. В сезоне 2019/20 на этапе Кубка мира в Астане занял 2-е место в командном спринте и в январе 2020 года на чемпионате Европы в Херенвене выиграл серебряную медаль в командном спринте. В феврале на чемпионате мира на отдельных дистанциях в Солт-Лейк-Сити также в командном спринте завоевал бронзу. Следом на дебютном спринтерском чемпионате мира в Хамаре занял 21-е место в сумме многоборья.
В 2020 году в командном спринте выиграл на чемпионате Европы в Херенвене серебряную медаль и на индивидуальном чемпионате мира в Солт-Лейк-Сити завоевал бронзу. На чемпионате Норвегии выиграл бронзу на дистанции 500 м и серебро на 1000 м. В 2021 на чемпионате мира в Херенвене занял лучшее 12-е место в забеге на 1000 м. В 2023 году Один участвовал только на чемпионате Европы в Хамаре и занял 12-е место в спринтерском многоборье. На чемпионате Норвегии взял серебряные медали на дистанциях 500 и 1000 м, а также в спринтерском многоборье.

## Личная жизнь
Один Бю Фарстад увлекается горными лыжами. Окончил Университет Осло и получил степень бакалавра в области права. Общается на Английском, Норвежском, Испанском и Шведском языках. Его младшая сестра Ане Бю Фарстад представляла Норвегию в конькобежном спорте, выиграв бронзу в командном спринте на чемпионате Европы 2022 года. Она также участвовала в соревнованиях по шорт-треку и выиграла золото в смешанной эстафете на 3000 метров на зимних юношеских Олимпийских играх 2016 года в Лиллехаммере. Его отец Руне Фарстад участвовал в соревнованиях по конькобежному спорту на международном уровне, а также был его личным тренером.